# East Greenbush (New York, város)
East Greenbush város az USA New York állam Rensselaer megyéjében. Lakosainak száma 16 748 fő (2020. április 1.).

## Népesség
A település népességének változása:

| 2010 | 16 473 |
| 2020 | 16 748 |